# هوهانس مارد
هوهانس مارد (ارمنی: Հովհաննես Մարդ؛ زادهٔ ۱۸۹۰ - ۳ ژوئن ۱۹۷۲) یک نویسنده، شاعر و مترجم ارمنی‌تبار اهل ایران بود.

## زندگی‌نامه
وی با نام اصلی هوهانس سارگیسی مارگاریان ارمنی: Հովհաննես Սարգիսի Մարգարյան در ۱۸۹۰ در روستای موجومبار به دنیا آمد و در ۱۹۰۰ به تفلیس نقل مکان نمود و در گیمنازیای روسی تحصیل نمود. وی در پاتانی (۱۹۱۴–۱۹۱۲) فعالیت می‌کرد. وی در تفلیس (۱۹۰۰) و تبریز (۱۹۲۹) سکونت داشت. وی عضو اتحادیه نویسندگان ارمنی ایران بود. وی در ۳ ژوئن ۱۹۷۲ در سن ۸۲ سالگی در تهران درگذشت.